# ياكوف ميلاتوفيتش
ياكوف ميلاتوفيتش (المونتنغرية الكريلية: Јаков Милатовић، اللاتينية: Jakov Milatović) ، (7 ديسمبر 1986 -) هو سياسي واقتصادي من الجبل الأسود، أصبح رئيس الجبل الأسود المنتخب بعد فوزه على الرئيس الحالي ميلو جوكانوفيتش في الانتخابات الرئاسية عام 2023. كان قد شغل منصب وزير الاقتصاد و المالية في حكومة كريفوكابيتش في الفترة من 4 ديسمبر 2020 حتى 28 أبريل 2022.

## سيرته الشخصية

### النشأة والتعليم
ولد ميلاتوفيتش في 7 ديسمبر 1986، في بودغوريتسا، بجمهورية الجبل الأسود، التي كانت جزءًا من يوغوسلافيا، درس الابتدائية والثانوية في مدرسة سلوبودان شكيروفيتش الداخلية قاتل جده ووالد جده في الحرب العالمية الثانية بوصفهما أنصار يوغوسلافيا. أكمل ميلاتوفيتش دراسته الجامعية في مجال الاقتصاد في كلية الاقتصاد بجامعة الجبل الأسود. وأمضى عامًا دراسيًا واحدًا في جامعة ولاية إلينوي كزميل في الولايات المتحدة؛ وأمضى فصلًا دراسيًا واحدًا في جامعة فيينا للاقتصاد والأعمال (WU Wien) كزميل في النمسا وأمضى عامًا دراسيًا واحدًا في جامعة سابينزا في روما (لا سابينزا) كزميل في الاتحاد الأوروبي.
أكمل ميلاتوفيتش درجة الماجستير في الاقتصاد من كلية سانت جون، أكسفورد. وحصل أيضاً على منحة تشيفنينج البريطانية. كما كان زميلًا في مؤسسة كونراد أديناور الألمانية. يجيد ميلاتوفيتش اللغة الإنجليزية ويتحدث الإيطالية والإسبانية.

### العمل بالاقتصاد
عمل ميلاتوفيتش في إن أل بي جروب وبنك دويتشه في فرانكفورت. في عام 2014 انضم إلى البنك الأوروبي للإنشاء والتعمير في فريق التحليل الاقتصادي والسياسي. وفي عام 2019، رُقيَّ إلى كبير الاقتصاديين في دول الاتحاد الأوروبي، بما في ذلك رومانيا وبلغاريا وكرواتيا وسلوفينيا، وكان يعمل في مكتب البنك في بوخارست.
نشر عددًا من المقالات وشارك في تأليف كتابين.

### الحياة السياسية
شغل ميلاتوفيتش منصب وزير الاقتصاد والتنمية الاقتصادية في مجلس الوزراء من 4 ديسمبر 2020 إلى 28 أبريل 2022. خلال فترة ولايته، قدم ميلاتوفيتش ووزير المالية ميلويكو سبايتش ونفذا برنامج الإصلاح الاقتصادي المثير للجدل "أوروبا الآن".
في عام 2022، أسس ميلاتوفيتش وسباجيتش حزب أوروبا الآن السياسي، الذي شارك في الانتخابات المحلية لعام 2022. ترأس ميلاتوفيتش قائمة المنظمات الانتخابية في العاصمة بودغوريتشا كمرشحها لمنصب رئيس البلدية.
في مارس 2023، ترشح ميلاتوفيتش عن حزب أوروبا الآن في انتخابات الرئاسية في الجبل الأسود. وفاز على الرئيس الحالي ميلو دوكانوفيتش في جولة الإعادة في 2 أبريل 2023.

## المواقف السياسية
صوَّت ميلاتوفيتش لصالح استقلال الجبل الأسود في استفتاء الاستقلال عام 2006.

## الحياة الشخصية
تزوج ميلاتوفيتش من ميلينا ميلاتوفيتش ولديهما ثلاثة أطفال. وهو مسيحي صربي أرثوذكسي وتعمد في دير أوستروغ، ولكنه ظل كاثوليكياً رومانياً متديناً متمسكاً بإيمانه المطلق بالأب الأقدس الكاثوليكي فقط حتى بعد معموديته.